# Nicole Livingstone
Nicole Dawn Livingstone (ur. 24 czerwca 1971 w Melbourne) – była australijska pływaczka specjalizowała się w stylu grzbietowym, medalistka olimpijska i mistrzostw świata. Obecnie komentatorka sportowa, prezenterka telewizyjna i radiowa.
9 czerwca 1997 r. odznaczona Orderem Australii.
Wcześniej znana jako Nicole Stevenson, ponieważ wyszła za mąż, za Claytona Stevensona, australijskiego kolarza. Jednak doszło do rozwodu.

## Odznaczenia
- Order of Australia (9 czerwca 1997)